# Boj o přežití (film)
Boj o přežití (v anglickém originále Survivor) je americký špionážní akční filmový thriller z roku 2015, režírovaný Jamesem McTeiguem. V hlavních rolích hrají Milla Jovovich, Pierce Brosnan a Dylan McDermott.

## Děj
Zahraniční služební důstojnice (Milla Jovovich) je vyslána na americké velvyslanectví ve Spojeném království. Padne na ni zodpovědnost za zastavení teroristů, kteří se snaží k útoku na New York. Následně je nucena k úniku poté, co je obviněna z trestných činů, které nespáchala a odsouzena k trestu smrti. Snaží se vymazat její jméno a zároveň zastavit teroristický útok, který proběhne na oslavy nového roku na Time Square v New Yorku.

## Obsazení
| Milla Jovovich     | Kate Abbott               |
| Pierce Brosnan     | Nash                      |
| Dylan McDermott    | Sam Parker                |
| Angela Bassettová  | ambasadorka Maureen Crane |
| Robert Foster      | Bill Talbot               |
| James D'Arcy       | inspektor Paul Anderson   |
| Frances de la Tour | Sally                     |
| Antonia Thomas     | Naomi Rosenbaum           |
| Regé-Jean Page     | Robert Purvell            |
| Jing Lusi          | Joyce Su                  |
| Paddy Wallace      | Johnny Talbot             |
| Parker Sawyers     | Ray                       |
| Roger Rees         | dr. Emil Balan            |

## Produkce
Hlavní natáčení filmu začalo 20. ledna roku 2014 v Londýně. Filmování probíhalo v Londýně po dobu pěti týdnů a pak se přesunulo do Sofie v Bulharsku, kde se natáčelo tři týdny. Dne 25. ledna 2014 byla Milla Jovovich spatřena během natáčení filmu v Londýně.

## Přijetí
Film získal negativní recenze od kritiků. Na recenzní stránce Rotten Tomatoes získal z 7% od kritiků a 33% od diváků Na Česko-Slovenské filmové databázi snímek získal 55%.